# Chiesa di San Salvatore ad Tres Images
La chiesa di San Salvatore ad Tres Images, anche nota con il nome di San Salvatore delle Tre Imagini, era una chiesa di Roma che sorgeva nel lato ovest di piazza della Suburra, nel rione Monti, vicino all'angolo con la via Cavour, al centro di una regione povera e malfamata nota come Suburra. Era dedicata a Gesù Cristo con il titolo di "Salvatore" ed era nota anche con gli epiteti "agli Olmi", in quanto si trovava nella contrada degli Olmi, e "alla Suburra".
Dopo essere stata ricostruita come oratorio nel secolo XVII, le venne cambiato il nome in  oratorio di San Francesco da Paola, anche se le fonti contemporanee non menzionano questo titolo.

## Ubicazione
Prima della costruzione della via Cavour, negli anni 1880, la via Urbana correva fino ai piedi della scalinata che portava alla basilica di San Pietro in Vincoli, nota come scalinata dei Borgia. La via Leonina proseguiva fino a via delle Sette Sale, formando un incrocio dove sorgeva la piazza della Suburra. La chiesa si trovava proprio in quest'angolo, subito a ovest della piazza, su un asse nord-sud e con l'entrata su via Leonina. L'odierna piazza della Suburra non corrisponde a quella antica, dato che quest'ultima sorgeva dove ora si trova l'ingresso per la stazione Cavour del metrò di Roma. Il punto dove sorgeva la chiesa corrisponde a un piccolo parcheggio triangolare a ovest della stazione.

## Storia

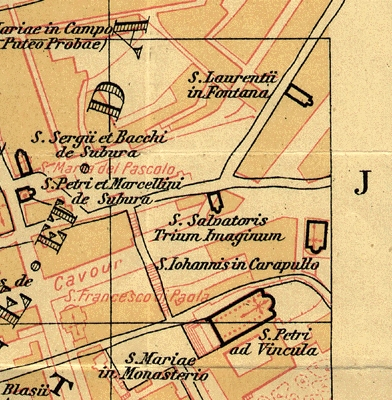
La chiesa nella mappa delle chiese di Roma realizzata da Christian Hülsen nel 1927.

Questa chiesetta viene citata per la prima volta nel catalogo di Cencio Camerario, una lista delle chiese di Roma compilata da Cencio Savelli nel 1192, con il nome di Salvatori Trium Ymaginum. In una bolla del papa Innocenzo IV del 1244, viene citata in qualità di cappella sussidiaria della basilica di Santa Maria Maggiore. Il suo nome si riferiva a tre busti marmorei di Cristo che si trovavano all'ingresso, a simboleggiare la Santissima Trinità. Secondo la leggenda la chiesa venne restaurata all'inizio del secolo sedicesimo perché si trovava accanto alla rampa di scale che portava alla casa di Vannozza Cattanei (il palazzo Borgia), l'amante famosa del papa Alessandro VI. Nel 1582, divenne una chiesa sussidiaria della chiesa dei Santi Sergio e Bacco, ma finì per cadere in rovina e venne sconsacrata tra il 1650 e il 1651.
I frati Minimi che abitavano nel vicino Monastero di San Francesco da Paola la restaurarono e la riconsacrarono come oratorio dedicato al loro fondatore, san Francesco da Paola. Da qui deriva la confusione tra la chiesa del San Salvatore e quella del monastero, la chiesa di San Francesco di Paola ai Monti, motivo per il quale gli abitanti erano soliti chiamare la prima "San Franceschino". Ben presto l'oratorio divenne la sede di una confraternita laica che prendeva anch'essa nome dal santo.

## Demolizione

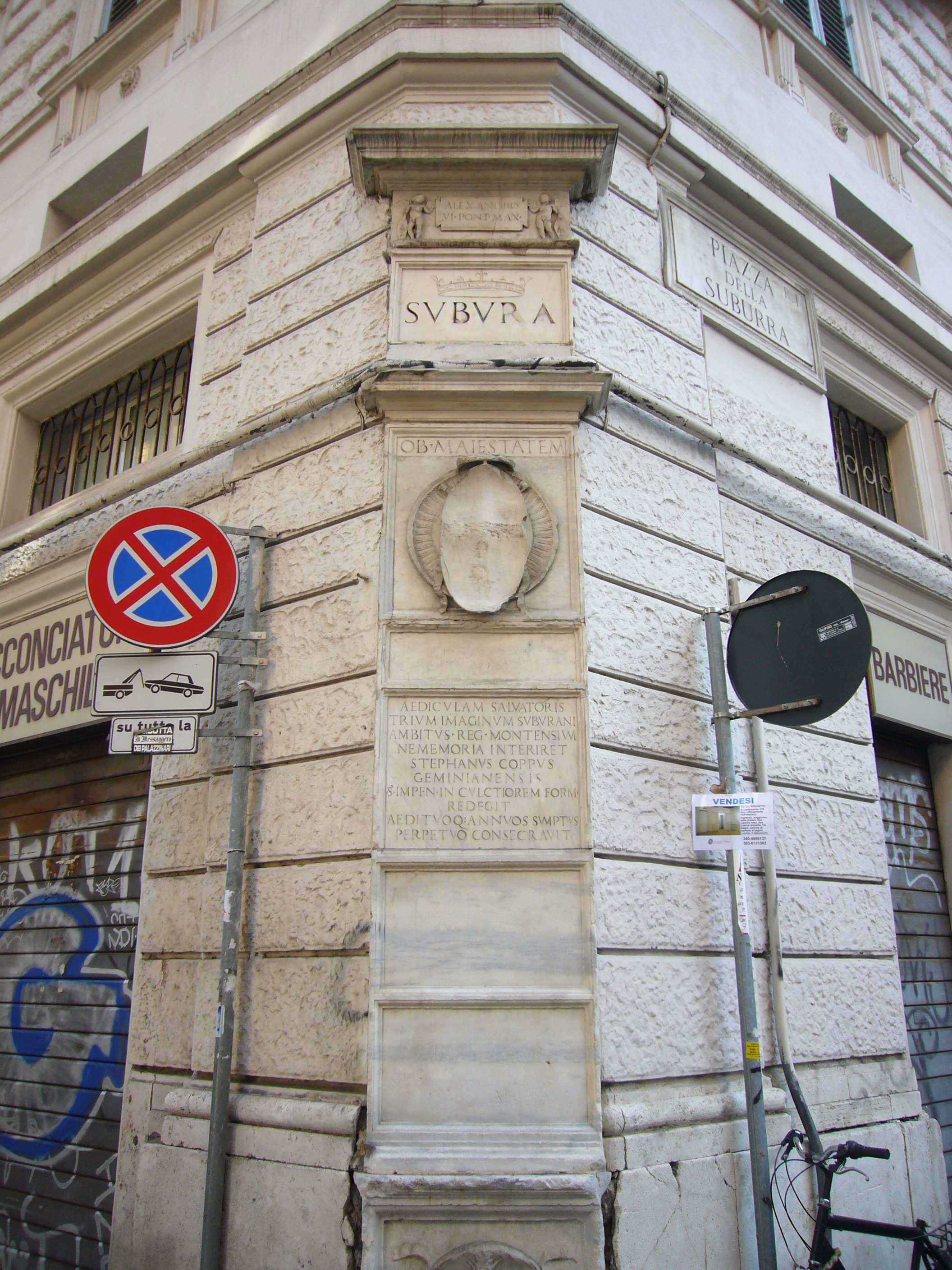
Un'edicola con quattro iscrizioni della chiesa conservate sul muro di un edificio odierno nell'odierna piazza della Suburra.

Nel 1884, dopo l'unificazione dell'Italia, la chiesa venne demolita per permettere l'apertura della via Cavour. Sull'edificio moderno che oggi si trova all'angolo della piazza con la via Leonina e la via Urbana sono conservate un'iscrizione che commemora il papa Alessandro VI ("ALEXANDRO VI PONT MAX"), un'altra con il nome del quartiere ("SUBURA"), uno stemma scalpellato e un'iscrizione che ricorda il restauro del secolo sedicesimo: "AEDICULAM SALVATORIS TRIUM IMAGINUM SUBURANI AMBITUS REG MONTENSIUM NEMEMORIA INTERIRET STEPHANUS COPPUS GEMINIANENSIS S IMPEN IN CULCTIOREM FORM REDEGIT AEDITUOQ ANNUOS SUMPTUS PERPETUO CONSECRAVIT ("Stefano Coppo di San Gimignano, a sue spese, portò in una forma più elegante l'edicola del Salvatore alle Tre Imagini alla Suburra, nel rione dei Monti, affinché non ne perisse la memoria e (la) consacrò in perpetuo stabilendo delle spese annuali"). Lo stemma di Coppo, una coppa con dei fiori tra due stelle, chiude l'insieme in basso.
Nella chiesa di San Francesco di Paola si trovano due sculture di marmo provenienti dalla vecchia chiesa, una ritraente Cristo e l'altra la Madonna.

## Descrizione
La chiesa era molto piccola e aveva una semplice navata rettangolare e un'abside minuscola senza arco. Non aveva un'identità architettonica distinta ed era inglobata in un edificio residenziale di vari piani. La facciata barocca notevole presentava un portale molto decorato, con uno stipite marmoreo dagli angoli superiori cianfrinati e una trabeazione. Sopra si trovava una grande finestra quadrata e, ai suoi lati, due semicolonne doriche fiancheggiate da un paio di pilastri. In cima ai capitelli c'erano dei plinti invertiti che sostenevano delle cornici che sporgevano in davanti ad ambo i lati di una grande "gloria" (un "sole") in stucco che circondava la parola Charitas. Questa era sovrastata da un archivolto con la parte centrale incassata.